# Kostel svatého Bartoloměje (Hrušky)
Kostel svatého Bartoloměje v Hruškách je římskokatolický kostel zasvěcený sv. Bartoloměji. Je filiálním kostelem farnosti Moravská Nová Ves.

## Historie
Novogotický chrám byl dostavěn roku 1861. Dne 24. června 2021 večer kostel i jeho okolí těžce poničilo tornádo. Chrám přišel o horní část věže a poškozena byla též střecha. Do roku 2023 byl kostel obnoven, přičemž na věž byly instalovány nové věžní hodiny. Dne 29. září 2024 byly P. Zdeňkem Fučíkem požehnány nové zvony, které byly poté zavěšeny do věže.

## Interiér
Nejstarším vybavením kostela je věžní zvon s českým nápisem, odlitý roku 1683 zvonařem Václavem Malým. V kněžišti je zavěšen oltářní obraz sv. apoštola Bartoloměje. Vitráže pocházejí z první poloviny 20. století.

## Exteriér
Před vchodem do kostela stojí kříž.

## Galerie

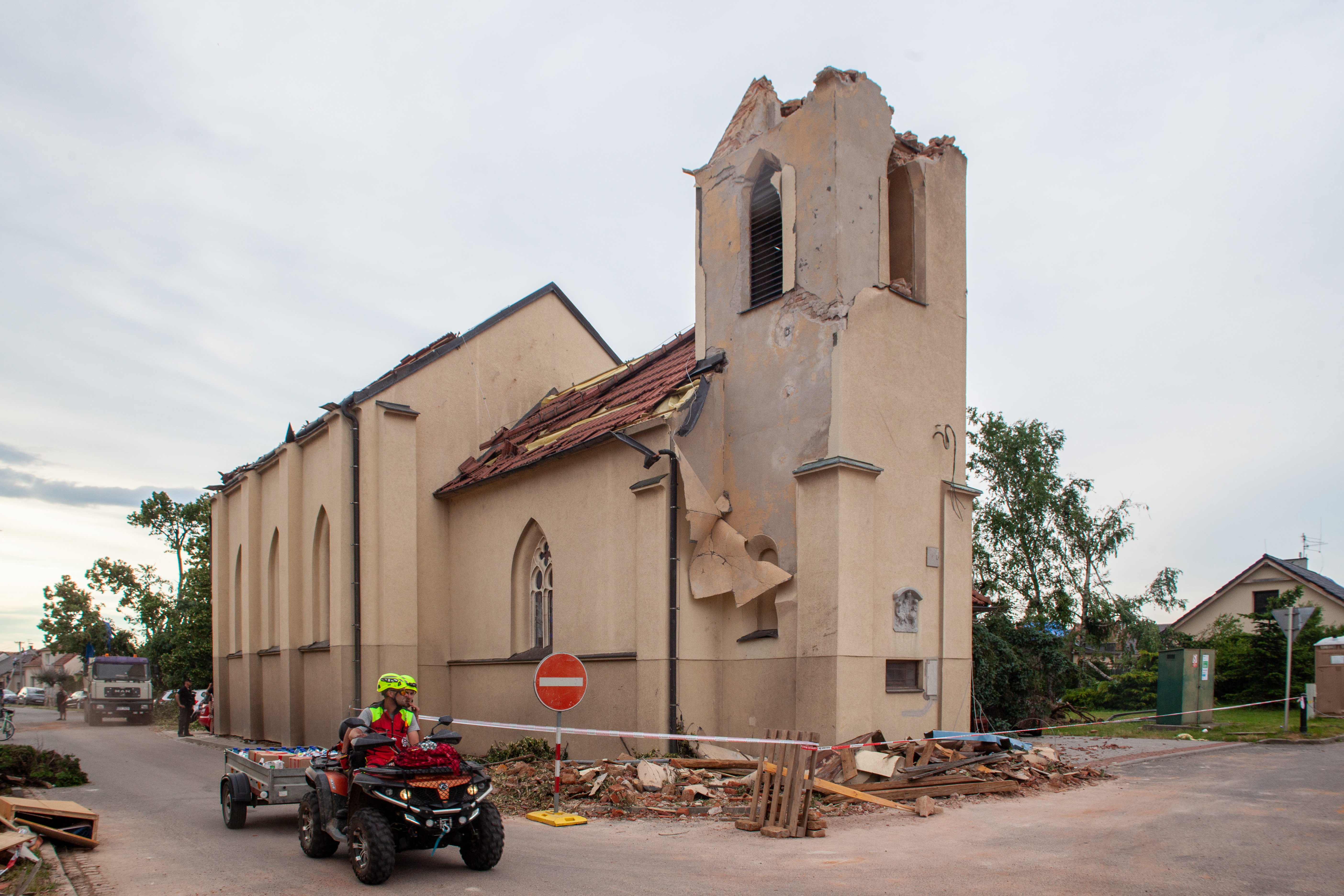
Kostel poničený po tornádu (červen 2021)
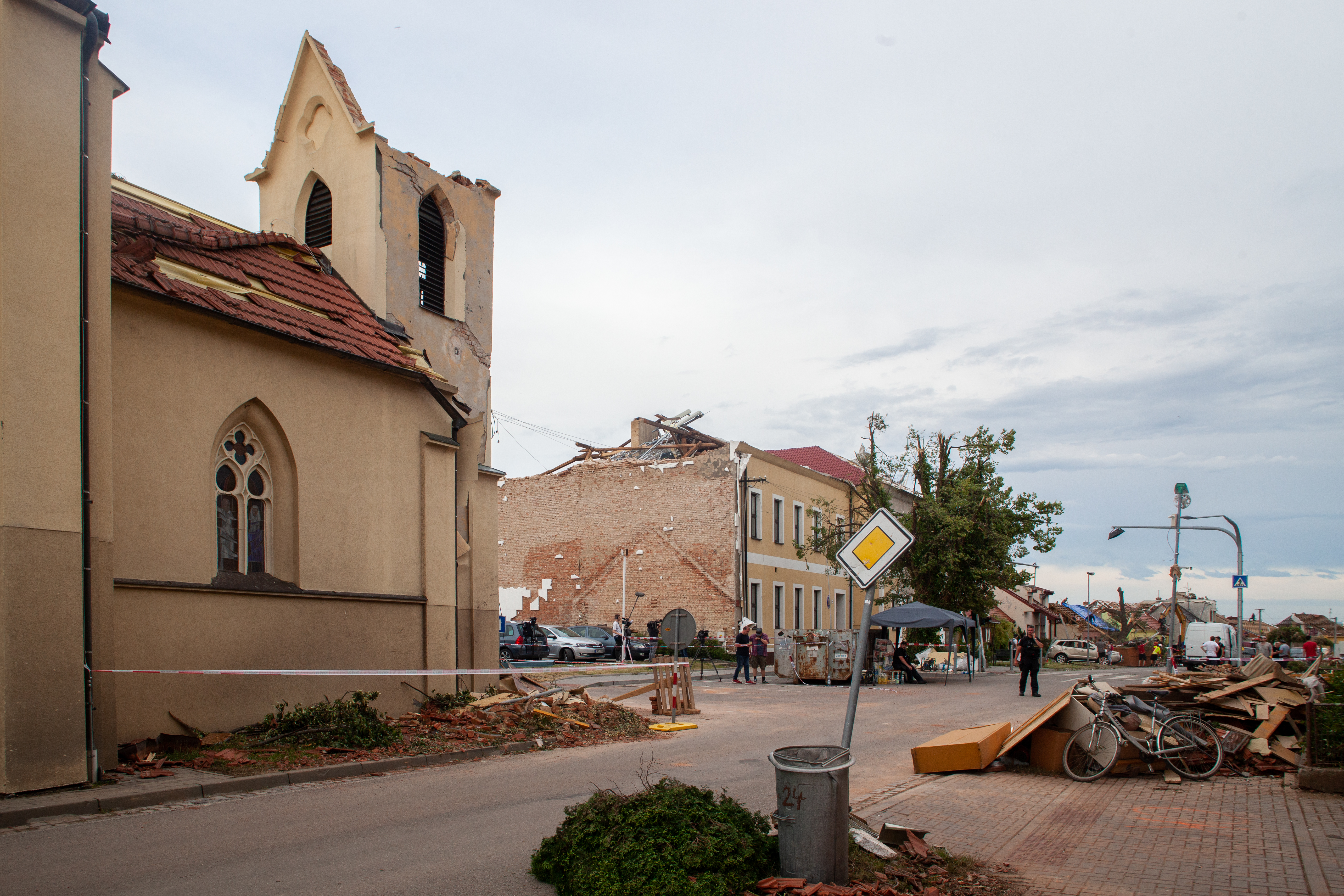
Kostel poničený po tornádu (červen 2021)
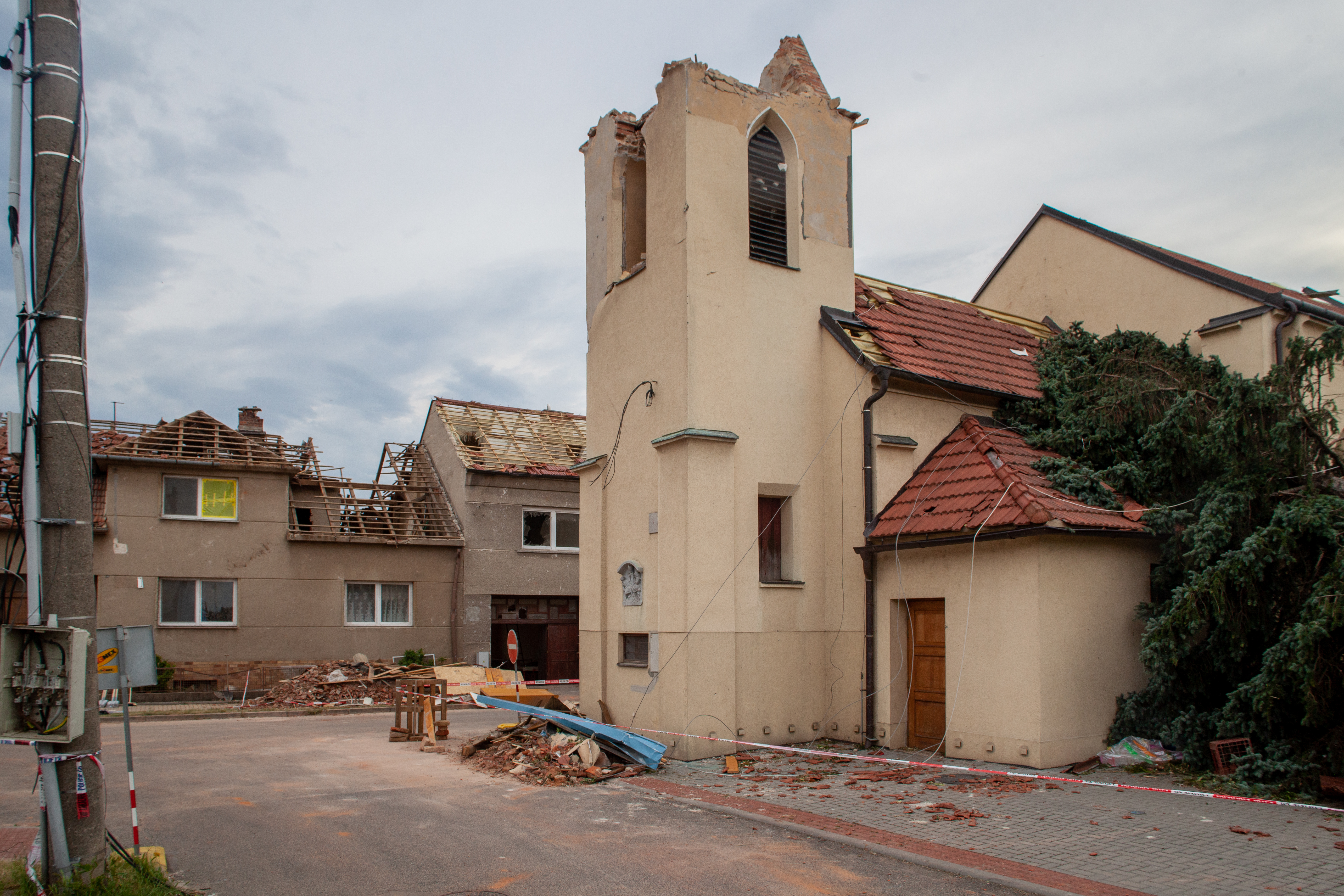
Kostel poničený po tornádu (červen 2021)
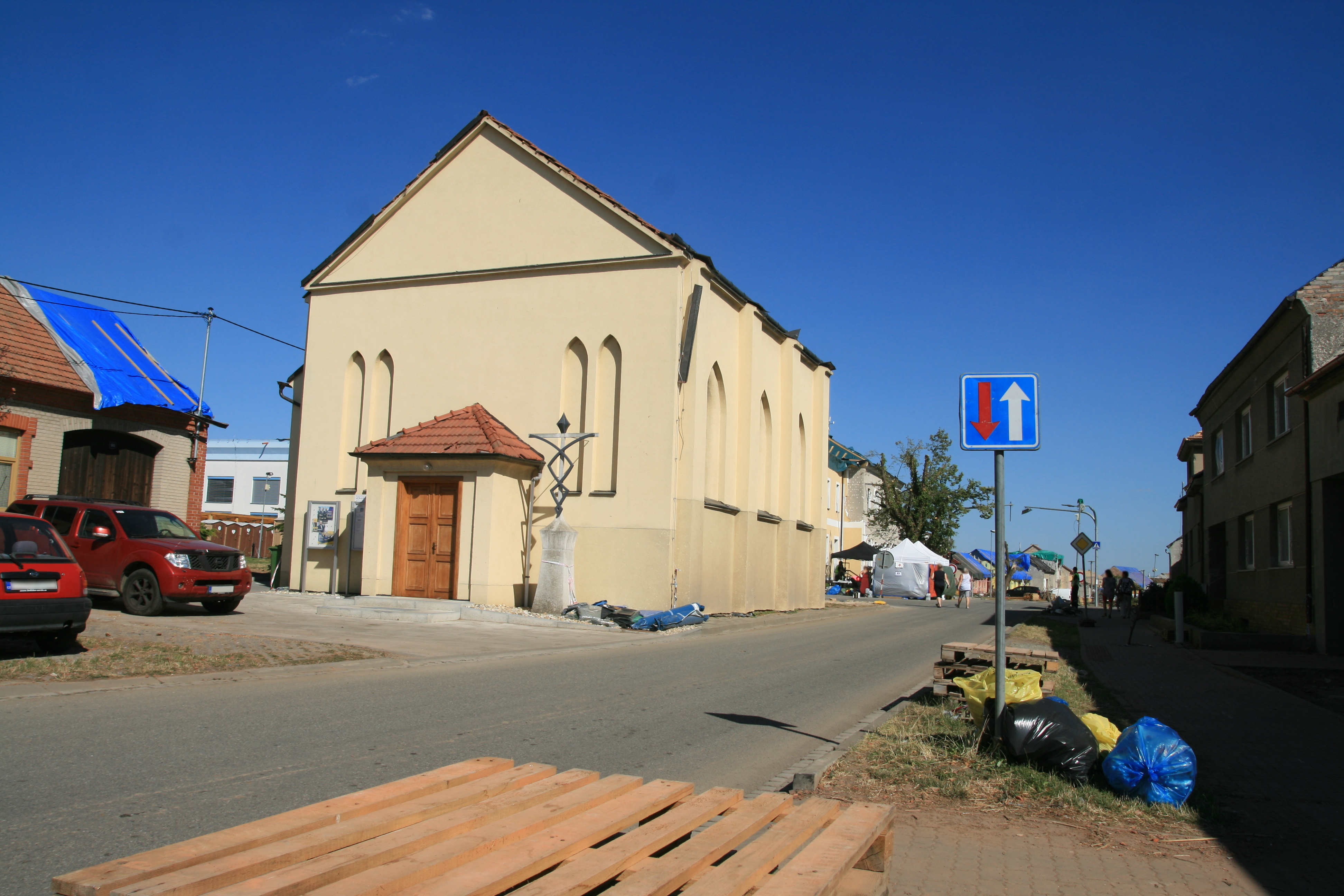
Poničený kostel několik dní po tornádu (červen 2021)
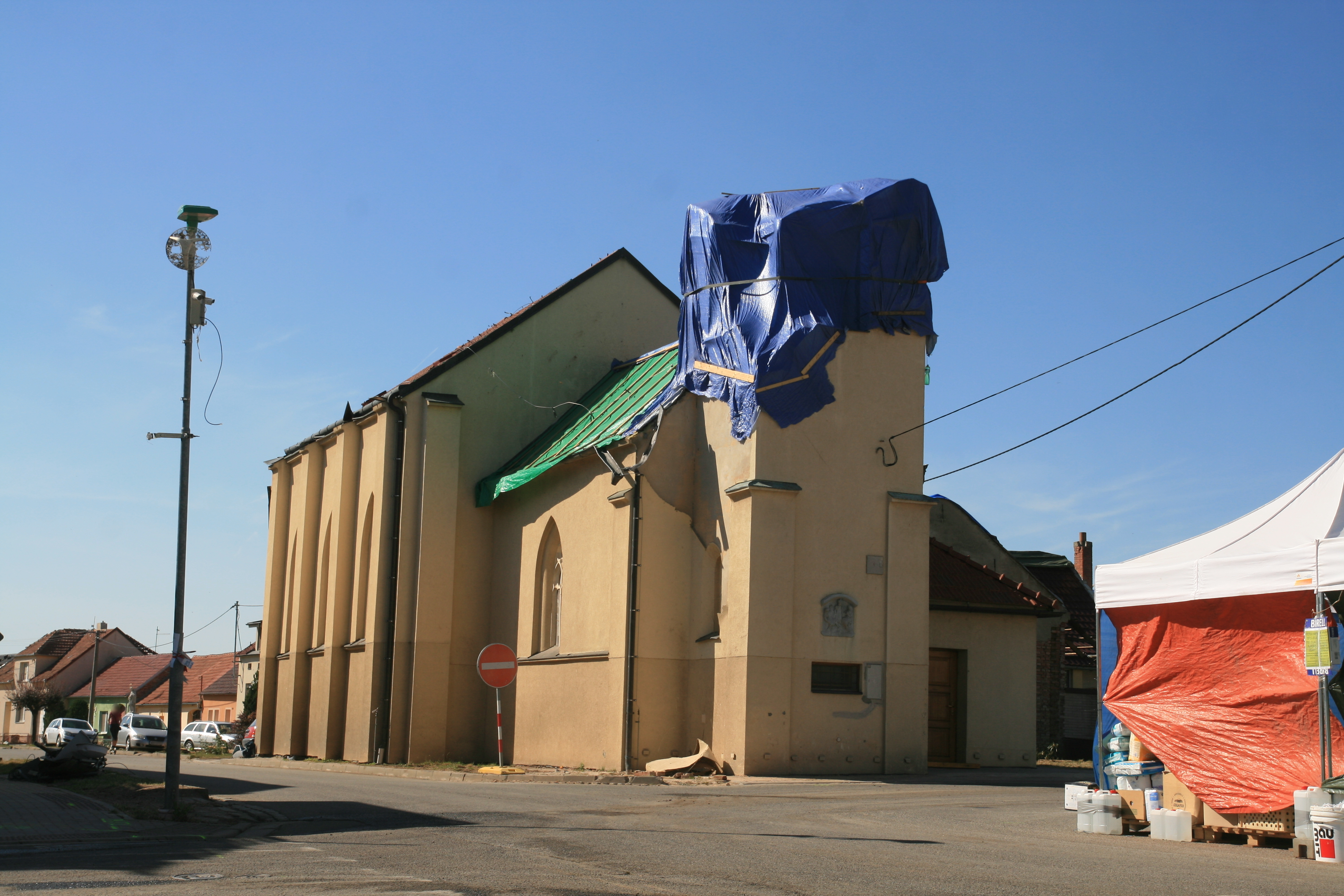
Poničený kostel několik dní po tornádu (červen 2021)
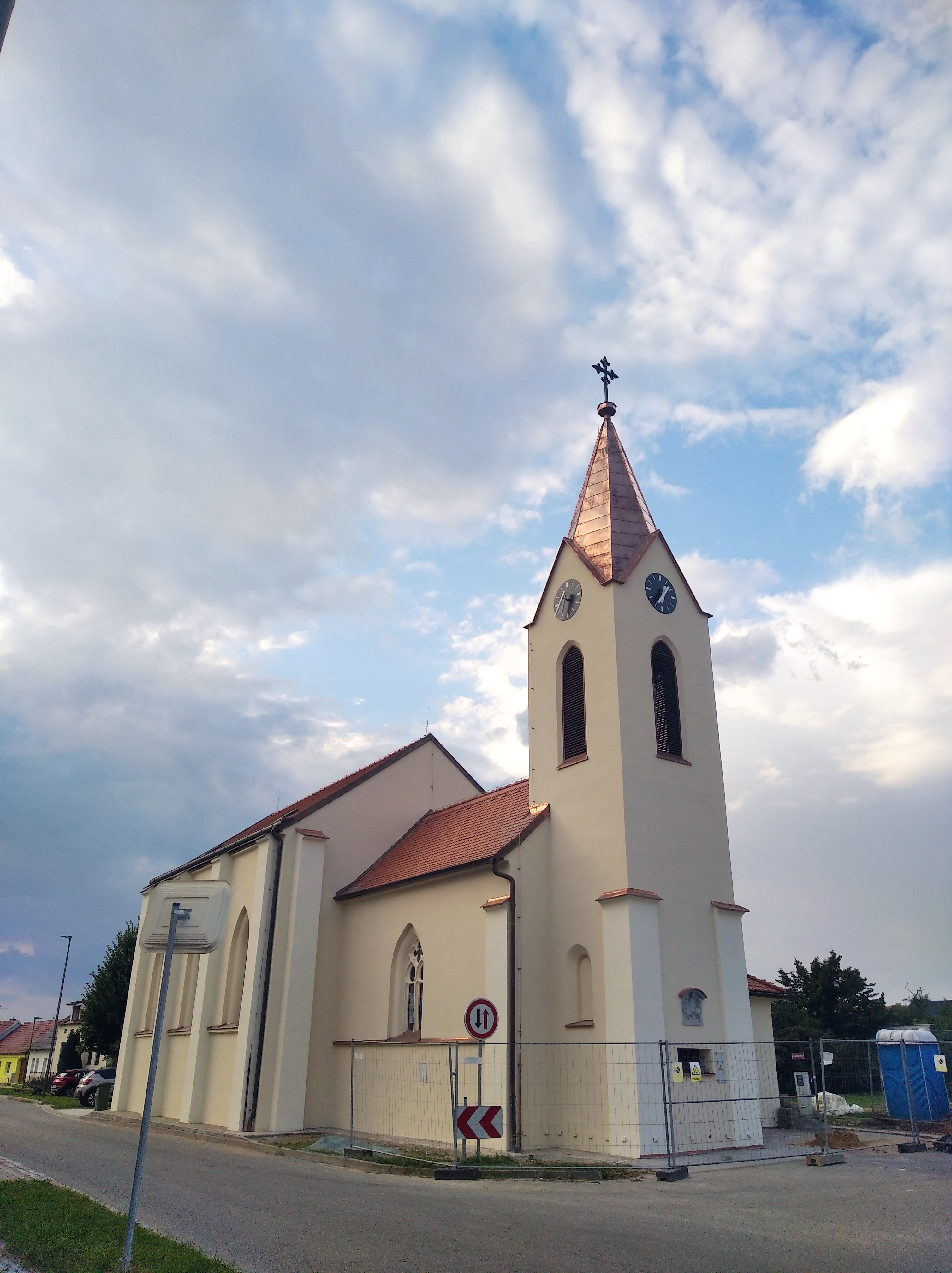
Kostel po rekonstrukci (srpen 2023)
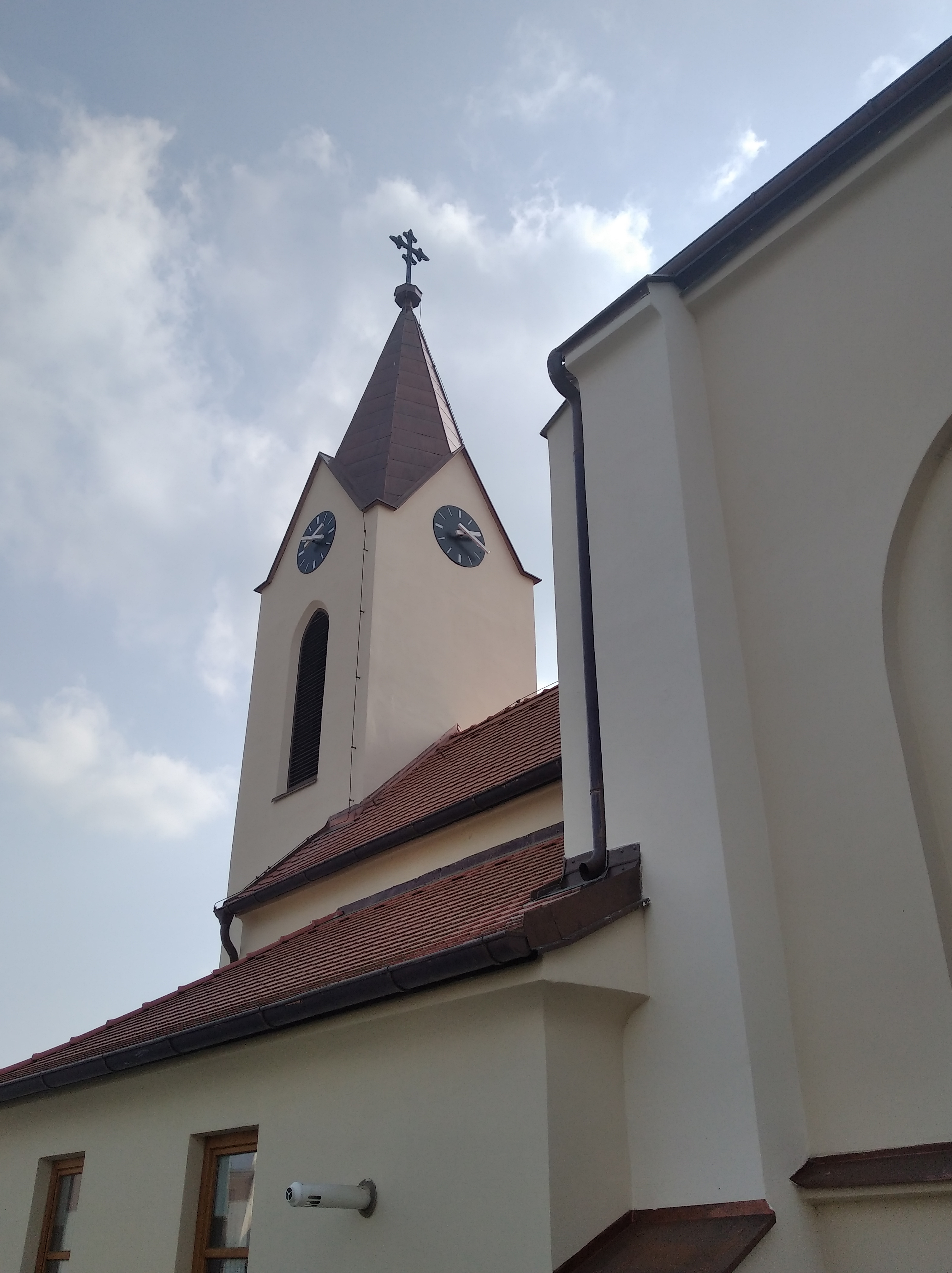
Kostel po rekonstrukci (únor 2024)